# Pyrolobus fumarii
A Pyrolobus fumarii egy Archaea faj a Pyrolobus nemben. Az archeák – ősbaktériumok – egysejtű, sejtmag nélküli prokarióta szervezetek. Képes túlélni extrém magas hőmérsékletnél ami megöli a legtöbb szervezetet. Először 1997-ben fedezték fel egy fekete füstölgő hidrotermális kürtőben a Közép-Atlanti-hátságnál, az élet felső hőmérsékleti határát 113 °C-ra terjesztette ki. A Geogemma barossii egy mikróba azonos családból a Csendes-Óceánon egy kürtőnél találták, túlél és szaporodik egy 10 órás intervallum közben 121 °C-nál egy autoklávban eltöltve.